# Topcolor
En física teórica, El Topcolor es un modelo de ruptura de simetría electrodébil dinámica en la cual el quark cima y un anti-quark cima forman un condensado de quarks cima y actúan efectivamente como él bosón de Higgs. Esto es análogo al fenómeno de la superconductividad.
El topcolor implica naturalmente una extensión del grupo de color de gauge del modelo estándar para un producto de grupos SU(3)xSU(3)xSU(3)x... Uno de los grupos de gauge contiene los quarks fondo y cima, y tiene una constante de acoplamiento lo suficientemente grancde como para hacer que se forme el condensado. El modelo topcolor, por lo tanto, anticipa la idea de la deconstrucción dimensional y las dimensiones de espacio extra, así como la masa grande de los quark cima, y su predicción de "topgluons," será puesta a prueba en los experimentos que están por llevarse a cabo en el gran colisionador de hadrones en el CERN.
El Topcolor restaca al modelo Technicolor de una de sus dificultades en el escenario "technicolor asistido por topcolor".